# 한혜숙
한혜숙(1951년 8월 20일 ~ )은 대한민국의 배우이다.

## 생애
- 덕성여자고등학교를 졸업한 뒤 한국농촌문화연구소에서 타이피스트로 일해오다 1970년 연극배우로 첫 데뷔를 하였고 같은 해 MBC 2기 공채 탤런트로 정식 데뷔하였으며 이듬해 1971년 TBC 성우 6기 공채(현재는 KBS 13기로 분류)로 옮긴 후 같은 해 일약 스타로 발돋움한 것은 서울중앙방송 TV(지금의 KBS 1TV)를 통해서인데, 같은 해(1971년)에 서울중앙방송(지금의 KBS 한국방송공사) 탤런트 시험에서 40대 1의 경쟁률을 뚫고 선발되어 단숨에 KBS 일일연속극 《꿈나무》의 여주인공 장은옥 역을 맡게 되었다.[1]

- 1974년 포항제철 주변을 배경으로 찍은 KBS 《꽃피는 팔도강산》에서 막내딸 역을 맡아 'TV 스타'로 자리잡았고 1986년 KBS 《노다지》로 한국방송대상, 백상예술대상 등을 수상하였다.[2]
- 2006년 SBS 《하늘이시여》에서 이자경의 생모 '지영선' 역을 실감나게 그려내며 그해 SBS 연기대상을 거머쥐기도 하였다.
- 2010년 MBC 《보석비빔밥》을 끝으로 공식적인 발표 없이 연예계에서 은퇴하였다.

- 《토지》의 최서희, 《전설의 고향》의 구미호의 원조 배우이기도 하다.
- 1970년대 김자옥 · 김영애와 함께 1951년생 '안방극장 트로이카'로 인기를 끌었으며,[3] 트로이카 3인방 중 유일한 생존자다.

## 출연작

### TV 드라마
- 1971년 KBS 《꿈나무》 ... 장은옥 역
- 1971년 KBS 《고전시리즈 춘향전》 ... 춘향 역
- 1972년 KBS 《그 얼굴에 햇살을》
- 1973년 KBS 《산바람 갯바람》
- 1974년 KBS 《꽃피는 팔도강산》 ... 혜숙 역
- 1974년 KBS 《비밀의 문》 ... 영채 역
- 1976년 KBS 《역류》
- 1977년 KBS 《산마을 갯마을》 ... 여교사 역
- 1978년 KBS 《기러기》
- 1979년 KBS 《대한국인》
- 1979년 KBS 《토지》 ... 최서희 역
- 1980년 KBS 《전설의 고향》  ... 구미호 역[4]
- 1981년 KBS 《TV문학관(1기) - 등신불》
- 1981년 KBS 《얼어붙은 바다》
- 1982년 KBS 《TV문학관(1기) - 김약국의 딸들》
- 1982년 KBS 《보통 사람들》 ... 이지혜 역
- 1982년 KBS 《밀봉》
- 1983년 KBS 《객주》
- 1984년 KBS 《춘향전》 ... 월매 역
- 1985년 KBS 《찬란한 아침》
- 1985년 KBS 《오성장군 김홍일》 ... 최서경 역
- 1985년 KBS 《적도전선》
- 1986년 KBS 《노다지》 ... 최실단, 오성희 역
- 1988년 KBS 《황금의 탑》
- 1989년 KBS 《천명》 ... 백운당 역
- 1990년 KBS 《아내의 뜰》 ... 신애 역
- 1991년 KBS 《MK의 기적》 ... 후미코 역
- 1992년 KBS 《시간과 눈물》 ... 유송 역
- 1993년 KBS 《금요일의 여인》 ... 신채원 역
- 1993년 SBS 《일과 사랑》 ... 문상희 역
- 1994년 SBS 《이 여자가 사는 법》 ... 배신자 역
- 1996년 SBS 《만강》 ... 순금 역
- 1996년 SBS 《연어가 돌아올 때》 ... 김지숙 역
- 1997년 SBS 《아름다운 죄》 ... 도이쟝 역
- 1998년 KBS 《왕과 비》 ... 정희왕후 윤씨 (자성대왕대비) 역
- 2001년 KBS 《미나》 ... 춘자 역
- 2002년 KBS 《색소폰과 찹쌀떡》 ... 임여옥 역
- 2002년 MBC 《인어아가씨》 ... 심수정 역
- 2004년 MBC 《왕꽃 선녀님》 ... 장시애 역
- 2005년 SBS 《하늘이시여》 ... 지영선 역
- 2009년 MBC 《보석비빔밥》 ... 피혜자 역

### 영화
- 《슬픔은 이제 그만》
- 《족보》
- 《상록수》
- 《영원한 유산》
- 《최후의 증인》
- 《두 여자의 집》
- 《어머니는 죽지 않는다》

## 수상 경력
- 1987년 제23회 백상예술대상 TV부문 여자 최우수연기상 《노다지》
- 1987년 제14회 한국방송대상 TV연기상[5]
- 1987년 제26회 대종상 심사위원 특별상 《두 여자의 집》
- 1987년 KBS 연기대상 특별상 《노다지》
- 1987년 KBS 우수프로그램평가상 연기상 《노다지》
- 2002년 MBC 연기대상 특별상 《인어 아가씨》
- 2006년 SBS 연기대상 대상, 10대 스타상 《하늘이시여》
- 2010년 불기 2554년 불자대상

## 참고 사항
- KBS측과의 개런티 문제, PD와의 갈등과 반항으로 인해 3년여 간 TV에 출연하지 못하였다가 SBS 《일과 사랑》으로 복귀하였다. 타방송사에서의 첫 드라마 출연이었다.[2][6]